# Madagaskar op de Olympische Zomerspelen 2024
Madagaskar nam deel aan de Olympische Zomerspelen 2024 in Parijs, Frankrijk.

## Aantal Deelnemers
Hieronder volgt een overzicht van de atleten die zich kwalificeerden voor de Olympische Zomerspelen van 2024.
| Sport         | Mannen | Vrouwen | Totaal |
| ------------- | ------ | ------- | ------ |
| Atletiek      | 1      | 1       | 2      |
| Gewichtheffen | 0      | 1       | 1      |
| Judo          | 0      | 1       | 1      |
| Tafeltennis   | 1      | 0       | 1      |
| Zwemmen       | 1      | 1       | 2      |
| Totaal        | 3      | 4       | 7      |

## Deelnemers en Resultaten

### Atletiek

#### Loopnummers
Mannen
| Atleet                  | Onderdeel | Voorronde | Voorronde | Series         | Series         | Herkansingen | Herkansingen | Halve finale   | Halve finale   | Finale         | Finale         |
| Atleet                  | Onderdeel | Tijd      | Rang      | Tijd           | Rang           | Tijd         | Rang         | Tijd           | Rang           | Tijd           | Rang           |
| ----------------------- | --------- | --------- | --------- | -------------- | -------------- | ------------ | ------------ | -------------- | -------------- | -------------- | -------------- |
| Rija Vatomanga Gardiner | 100 m     | 10,82 PB  | 6         | Niet geplaatst | Niet geplaatst | n.v.t.       | n.v.t.       | Niet geplaatst | Niet geplaatst | Niet geplaatst | Niet geplaatst |

Vrouwen
| atleet               | onderdeel    | voorronde | voorronde | series | series | herkansingen | herkansingen | halve finale   | halve finale   | finale         | finale         |
| atleet               | onderdeel    | tijd      | rang      | tijd   | rang   | tijd         | rang         | tijd           | rang           | tijd           | rang           |
| -------------------- | ------------ | --------- | --------- | ------ | ------ | ------------ | ------------ | -------------- | -------------- | -------------- | -------------- |
| Sidonie Fiadanantsoa | 100 m horden | n.v.t.    | n.v.t.    | 12,92  | 5      | 13,12        | 6            | niet geplaatst | niet geplaatst | niet geplaatst | niet geplaatst |

### Gewichtheffen
Vrouwen
| atlete               | onderdeel | trekken | trekken | stoten | stoten | totaal | rang |
| atlete               | onderdeel | score   | rang    | score  | rang   | totaal | rang |
| -------------------- | --------- | ------- | ------- | ------ | ------ | ------ | ---- |
| Rosina Randafiarison | -49 kg    | 80      | 10      | 100    | 10     | 180    | 10   |

### Judo
Vrouwen
| atleet                 | onderdeel | eerste ronde          | tweede ronde         | kwartfinale          | halve finale         | herkansing           | finale / BM          | finale / BM    |
| atleet                 | onderdeel | tegenstander uitslag  | tegenstander uitslag | tegenstander uitslag | tegenstander uitslag | tegenstander uitslag | tegenstander uitslag | rang           |
| ---------------------- | --------- | --------------------- | -------------------- | -------------------- | -------------------- | -------------------- | -------------------- | -------------- |
| Aina Rasoanaivo Razafy | −70 kg    | Yeats-Brown V 00 - 01 | niet geplaatst       | niet geplaatst       | niet geplaatst       | niet geplaatst       | niet geplaatst       | niet geplaatst |

### Tafeltennis
Mannen
| atleet                | onderdeel | voorronde            | eerste ronde         | tweede ronde         | derde ronde          | kwartfinale          | halve finale         | finale / BM          | finale / BM    |
| atleet                | onderdeel | tegenstander uitslag | tegenstander uitslag | tegenstander uitslag | tegenstander uitslag | tegenstander uitslag | tegenstander uitslag | tegenstander uitslag | rang           |
| --------------------- | --------- | -------------------- | -------------------- | -------------------- | -------------------- | -------------------- | -------------------- | -------------------- | -------------- |
| Fabio Rakotoarimanana | enkelspel | bye                  | Assar V 1 - 4        | niet geplaatst       | niet geplaatst       | niet geplaatst       | niet geplaatst       | niet geplaatst       | niet geplaatst |

### Zwemmen
Mannen
| Atleet            | Onderdeel        | Series  | Series | Halve finale   | Halve finale   | Finale         | Finale         |
| Atleet            | Onderdeel        | Tijd    | Rang   | Tijd           | Rang           | Tijd           | Rang           |
| ----------------- | ---------------- | ------- | ------ | -------------- | -------------- | -------------- | -------------- |
| Jonathan Raharvel | 100 m schoolslag | 1.05,20 | 33     | Niet geplaatst | Niet geplaatst | Niet geplaatst | Niet geplaatst |

Vrouwen
| atlete          | onderdeel       | series | series | halve finale   | halve finale   | finale         | finale         |
| atlete          | onderdeel       | tijd   | rang   | tijd           | rang           | tijd           | rang           |
| --------------- | --------------- | ------ | ------ | -------------- | -------------- | -------------- | -------------- |
| Antsa Rabejaona | 50 m vrije slag | 27,12  | 39     | niet geplaatst | niet geplaatst | niet geplaatst | niet geplaatst |